# Víctor Estrella
Víctor Estrella Burgos (* 2. srpna 1980 Santiago de los Caballeros) je dominikánský profesionální tenista, držitel několika národních tenisových milníků. Ve své kariéře na okruhu ATP World Tour vyhrál tři singlové turnaje. Na challengerech ATP a okruhu ITF získal do února 2017 dvacet sedm titulů ve dvouhře a devět ve čtyřhře.
Na žebříčku ATP byl ve dvouhře nejvýše klasifikován v červenci 2015 na 43. místě a ve čtyřhře pak v témže dni na 135. místě. Trénuje ho Alejandro Fabbri.
Řadí se ke třem hráčům otevřené éry tenisu, kteří dokázali vyhrát všechny tři úvodní ročníky turnaje ATP Tour, když získal hattrick na Ecuador Open Quito . Navázal tak na Američana Michaela Changa z Pekingu a Rakušana Thomase Mustera z Mexico City.
Na nejvyšší grandslamové úrovni se ve dvouhře nejdále probojoval do třetího kola na US Open 2014, kde podlehl Kanaďanu Milosi Raonicovi.
V dominikánském daviscupovém týmu debutoval v roce 1998 základním blokem 3. skupiny americké zóny proti Bermudám, v němž prohrál s Garciou čtyřhru. Dominikánci podlehli 1:2 na zápasy. Do dubna 2016 v soutěži nastoupil ke čtyřiceti tři mezistátním utkáním s bilancí 39–15 ve dvouhře a 20–21 ve čtyřhře.

## Tenisová kariéra
Na XVI. ročníku Panamerických her v mexické Guadalajaře vybojoval bronzovou medaili v mužské dvouhře. Ze Středoamerických a karibských her si odvezl další medailové kovy. Ze San Salvadoru 2002 stříbro v soutěži týmů, z Cartageny 2006 druhé místo v mužské čtyřhře a třetí z dvouhry a mixu, z Mayagüezy 2010 zlato z dvouhry a ve Veracruzu 2014 vyhrál opět singlovou soutěž a bronzový kov si připsal ve smíšené čtyřhře.
V sezóně 2014 se stal prvním dominikánským tenistou, jenž postoupil do elitní stovky singlového žebříčku ATP. Startem na Australian Open 2015 docílil jako první Dominikánec účasti v hlavní soutěži všech čtyř Grand Slamů.
Na únorovém Ecuador Open Quito 2015, hraném na quitské antuce, se stal prvním dominikánským hráčem, jenž postoupil do finále turnaje okruhu ATP Tour. V boji o titul dvouhry zdolal po dramatickém průběhu 6–2, 6–7 a 7–6 nejvýše nasazeného Španěla Feliciana Lópeze, hráče první světové dvacítky. Ve 34 letech se tak stal nejstarším hráčem v otevřené éře tenisu, jenž vybojoval svůj první turnajový titul a jako první dominikánský tenista postoupil do finále singlového turnaje na této úrovni tenisu. Finálový duel si zahrál také v soutěži čtyřhry. V páru s Brazilcem v něm nestačili na německou dvojici Gero Kretschmer a Alexander Satschko po setech 5–7 a 6–7. Následující ročník Ecuador Open Quito 2016 dokázal opět vyhrát, když ve finále zdolal Brazilce Thomaze Bellucciho.
Ve finále Ecuador Open Quito 2017 odvrátil mečbol a poprvé porazil Itala Paola Lorenziho. Triumfem se stal třetím mužem otevřené éry tenisu, jenž dokázal vyhrát všechny tři úvodní ročníky turnaje ATP Tour. Navázal tak na Američana Michaela Changa z Pekingu a Rakušana Thomase Mustera z Mexico City.

## Finále na okruhu ATP World Tour

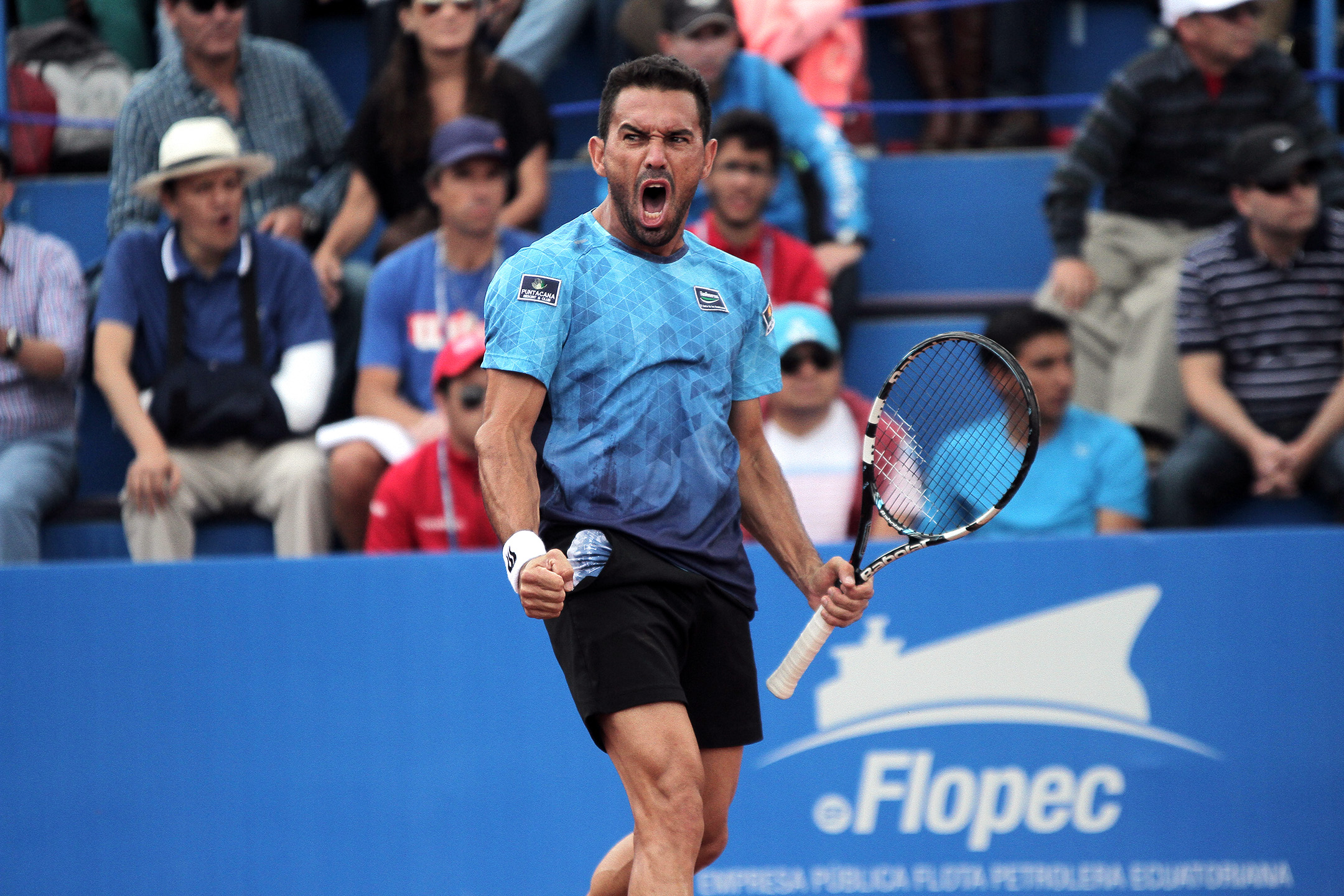
Vítězné emoce ve finále Ecuador Open Quito 2015

| Legenda (před/od 2009)                                       |
| D – dvouhra; Č – čtyřhra                                     |
| Grand Slam (0–0)                                             |
| Tennis Masters Cup / ATP World Tour Finals (0–0)             |
| ATP Masters Series / ATP World Tour Masters 1000 (0–0)       |
| ATP International Series Gold / ATP World Tour 500 (0–0)     |
| ATP International Series / ATP World Tour 250 (3–0 D; 0–1 Č) |

### Dvouhra: 3 (3–0)
| Stav  | č. | datum          | turnaj             | povrch | soupeř ve finále | výsledek                |
| ----- | -- | -------------- | ------------------ | ------ | ---------------- | ----------------------- |
| Vítěz | 1. | 8. února 2015  | Quito, Ekvádor     | antuka | Feliciano López  | 6–2, 6–7(5–7), 7–6(7–5) |
| Vítěz | 2. | 7. února 2016  | Quito, Ekvádor (2) | antuka | Thomaz Bellucci  | 4–6, 7–6(7–5), 6–2      |
| Vítěz | 3. | 12. února 2017 | Quito, Ekvádor (3) | antuka | Paolo Lorenzi    | 6–7(2–7), 7–5, 7–6(8–6) |

### Čtyřhra: 2 (0–2)
| Stav      | č. | datum          | turnaj         | povrch | spoluhráč         | soupeři ve finále                  | výsledek         |
| --------- | -- | -------------- | -------------- | ------ | ----------------- | ---------------------------------- | ---------------- |
| Finalista | 1. | 7. února 2015  | Quito, Ekvádor | antuka | João Souza        | Gero Kretschmer Alexander Satschko | 5–7, 6–7(3–7)    |
| Finalista | 2. | 10. dubna 2016 | Houston, USA   | antuka | Santiago González | Bob Bryan Mike Bryan               | 6–4, 3–6, [8–10] |

## Tituly na challengerech ATP a okruhu Futures
| Legenda                |
| ---------------------- |
| Challengery (7 D, 4 Č) |
| Futures (21 D, 5 Č)    |

### Dvouhra: 28 (7 challengerů, 21 Futures)
| č.  | rok           | turnaj                                | povrch | soupeř ve finále      | výsledek           |
| --- | ------------- | ------------------------------------- | ------ | --------------------- | ------------------ |
| 1.  | červenec 2006 | Buffalo, Spojené státy                | antuka | Marcus Fugate         | 4–6, 6–3, 6–2      |
| 2.  | červenec 2006 | Pittsburgh, Spojené státy             | antuka | Matej Bocko           | 7–6, 6–3           |
| 3.  | květen 2007   | Tampa, Spojené státy                  | antuka | Stefano Ianni         | 6–2, 6–2           |
| 4.  | říjen 2007    | Managua, Nikaragua                    | tvrdý  | Alexander Satschko    | 6–4, 3–6, 6–4      |
| 5.  | říjen 2007    | Santo Domingo, Dominikánská republika | tvrdý  | Ádám Kellner          | 6–4, 6–4           |
| 6.  | listopad 2007 | Santo Domingo, Dominikánská republika | tvrdý  | Nicolas Todero        | 6–3, 6–3           |
| 7.  | prosinec 2007 | Santo Domingo, Dominikánská republika | tvrdý  | Óscar Burrieza Lopez  | 7–6, 6–3           |
| 8.  | červen 2008   | Loomis, Spojené státy                 | tvrdý  | Ricardo Hocevar       | 6–4, 0–6, 7–6      |
| 9.  | prosinec 2008 | Santo Domingo, Dominikánská republika | tvrdý  | Andrej Kumancov       | 7–6, 6–4           |
| 10. | prosinec 2008 | Santo Domingo, Dominikánská republika | tvrdý  | Jhonson García        | 7–6, 6–4           |
| 11. | listopad 2009 | Santo Domingo, Dominikánská republika | tvrdý  | Ričardas Berankis     | 7–5, 6–1           |
| 12. | prosinec 2009 | Santo Domingo, Dominikánská republika | tvrdý  | Adam El Mihdawy       | 7–6, 6–3           |
| 13. | únor 2010     | Brownsville, Spojené státy            | tvrdý  | Vasek Pospisil        | 6–4, 6–3           |
| 14. | září 2010     | Manizales, Kolumbie                   | antuka | Juan Sebastián Cabal  | 6–4, 6–4           |
| 15. | listopad 2010 | Santo Domingo, Dominikánská republika | tvrdý  | Matwe Middelkoop      | 6–1, 2–6, 6–1      |
| 16. | prosinec 2010 | Santo Domingo, Dominikánská republika | tvrdý  | Pierre-Hugues Herbert | 6–1, 6–3           |
| 17. | prosinec 2010 | Santo Domingo, Dominikánská republika | tvrdý  | Matwe Middelkoop      | 6–4, 6–2           |
| 18. | únor 2011     | Ciudad de Panamá, Panama              | antuka | Martín Alund          | 6–3, 6–0           |
| 1.  | listopad 2011 | Medellín, Kolumbie                    | antuka | Alejandro Falla       | 6–7(2–7), 6–4, 6–4 |
| 19. | únor 2012     | Ciudad de México, Mexiko              | tvrdý  | Marcel Felder         | 7–6, 3–6, 6–2      |
| 20. | srpen 2012    | Bogotá, Kolumbie                      | antuka | Nicolás Barrientos    | 7–5, 6-4           |
| 21. | srpen 2013    | Medellín, Kolumbie                    | antuka | Mauricio Echazú       | 6–4, 0–6, 6–3      |
| 2.  | září 2013     | Quito, Ekvádor                        | antuka | Marco Trungelliti     | 2–6, 6–4, 6–4      |
| 3.  | listopad 2013 | Bogotá, Kolumbie                      | antuka | Thomaz Bellucci       | 6–2, 3–0r          |
| 4.  | březen 2014   | Salinas, Ekvádor                      | antuka | Andrea Collarini      | 6–3, 6–4           |
| 5.  | září 2014     | Pereira, Kolumbie                     | antuka | João Souza            | 7–6, 3–6, 7–6      |
| 6.  | únor 2015     | Cuernavaca, Mexiko                    | tvrdý  | Damir Džumhur         | 7–5, 6–4           |
| 7.  | srpen 2017    | Santo Domingo, Dominikánská republika | antuka | Damir Džumhur         | 7–6(7–4), 6–4      |

### Čtyřhra: (4 challengery, 5 Futures)
| č. | datum         | turnaj                                | povrch | spoluhráč          | soupeři ve finále                    | výsledek                  |
| -- | ------------- | ------------------------------------- | ------ | ------------------ | ------------------------------------ | ------------------------- |
| 1. | leden 2003    | Ciudad de Guatemala, Guatemala        | tvrdý  | Jhonson García     | Bruno Soares Márcio Torres           | 6–7(4–7), 6–4, 7–6(15-13) |
| 2. | říjen 2007    | Caracas, Venezuela                    | tvrdý  | Román Recarte      | Piero Luisi Roberto Maytín           | 5–7, 6–2, [10–6]          |
| 3. | prosinec 2008 | Santo Domingo, Dominikánská republika | tvrdý  | Jhonson García     | Ryan Young Andrej Kuzněcov           | 6–4, 6–0                  |
| 1. | květen 2009   | Pereira, Kolumbie                     | antuka | João Souza         | Juan Sebastián Cabal Alejandro Falla | 6–4, 6–4                  |
| 2. | květen 2009   | Sarasota, USA                         | antuka | Santiago González  | Harsh Mankad Kaes Van’t Hof          | 6–2, 6–4                  |
| 4. | únor 2010     | Brownsville, USA                      | tvrdý  | Arnau Brugués Davi | Brett Joelson Chris Klingemann       | 7–6, 6–3                  |
| 3. | listopad 2010 | Cancún, Mexiko                        | antuka | Santiago González  | Reiner Eitzinger César Ramírez       | 6–1, 7–6(7–3)             |
| 4. | červenec 2012 | Bogotá, Kolumbie                      | antuka | Marcelo Demoliner  | Thomas Fabbiano Riccardo Ghedin      | 6–4, 6–2                  |
| 5. | duben 2013    | Córdoba, Mexiko                       | tvrdý  | Alex Llompart      | Ruben Gonzales Chris Letcher         | 6–3, 6–3                  |